# Pomiany (powiat mogileński)
Pomiany – wieś w Polsce położona w województwie kujawsko-pomorskim, w powiecie mogileńskim, w gminie Jeziora Wielkie.
W latach 1975–1998 miejscowość administracyjnie należała do województwa bydgoskiego.
Inne miejscowości o nazwie Pomiany: Pomiany